# شتاب گرانشی

دو جسم در حال گردش حول مرکز ثقل خود (صلیب قرمز) هستند.

شتاب گرانشی شتابی است که به اجسام به‌واسطهٔ گرانش وارد می‌شود. در نقاط مختلف زمین، اجسام با شتابی بین ۹٫۷۸ تا ۹٫۸۲ m/s2 (که می توان آن را در حل مسائل ۱۰ در نظر گرفت) به سمت زمین جذب می‌شوند که به عرض جغرافیایی آن نقطه بستگی دارد. معمولاً مقدار متوسط این کمیت، که به‌صورت ثابت در روابط لحاظ می‌شود، برابرِ ۹٫۸۰۶۶۵ m/s2 است.
شتاب گرانش معمولاً به‌صورت زیر تعریف می‌شود:
{\displaystyle {\vec {g}}={G}{M \over {R^{2}}}{\vec {r}}}
که در آن {\displaystyle M} جرم جسم، {\displaystyle {\vec {r}}} بُردار واحد به سمت مرکز جسم، {\displaystyle R} فاصله تا مرکز سطح جسم واردکننده گرانش و {\displaystyle G} ثابت جهانی گرانش است.
البته این رابطه برای ارتفاع بالاتر از سطح جسم واردکننده نیرو است و برای داخل جسم، از رابطه زیر استفاده می‌شود:
{\displaystyle {\vec {g}}=({4 \over 3}{G}{R}{\rho }{\pi }){\vec {r}}}
که در آن {\displaystyle \rho }چگالی متوسط جسم و {\displaystyle R} فاصله تا مرکز جسم است.